# Langouste blanche
Panulirus argus
Espèce
Statut de conservation UICN

 DD  : Données insuffisantes
La Langouste blanche (Panulirus argus) est une espèce de Crustacé à dix pattes (décapode). Elle est aussi nommée communément  Langouste épineuse des Caraïbes / d’Amérique / royale (à tort car la Langouste royale est Panulirus regius) / de Cuba / de Floride.

## Description
Ce crustacé mesure en moyenne 20 à 30 cm à l’âge adulte (plus rarement 45 à 60 max),. Elle possède deux larges cornes incurvées vers l'avant au-dessus des yeux. Une large bande rougeâtre traverse l'éventail caudal éventail caudal le long du bord postérieur. Les segments abdominaux sont rougeâtres ou brunâtres sans bandes transversales colorées. De grosses taches blanchâtres cerclées sont présentes à au moins deux endroits de l’abdomen (2 de chaque côté sur les segments 2 et 6). Contrairement aux autres crustacés à dix pattes, elle n’a pas de pinces. Les pattes sont colorées de beige, de mauve, d’orangé et de brun sombre, avec parfois des lignes. En journée, elle a tendance à s’abriter dans les trous des rochers et récifaux. Elles peuvent refuser de partager l'abri d'un individu infecté par le virus mortel PaV1, en repérant certaines substances présentent dans l'urine . Elle sort davantage la nuit pour se nourrir de restes animaux et végétaux (moins). En cas de danger, elle nage rapidement en arrière en donnant de grands coups de queue. Au cours de la reproduction, les femelles portent des œufs orange sous leur abdomen. Dans cette période, il arrive de rencontrer de grands rassemblements de plusieurs centaines d'individus marchant sur le fond en file indienne, leurs antennes servant à garder le contact avec celui qui précède,. Elles gagnent ainsi le large en se protégeant. Elle préfère les eaux vers 26 à 28 °C, jusqu’à 90 m de fond.
- Volume de sa pêche : environ 35 000 tonnes par an.
- Principaux pays producteurs :  Cuba (plus de 9 000 t.), Brésil (8 000 t) et Bahamas (8 000 t).

## Distribution
C’est une espèce originaire d’Amérique centrale, notamment les Caraïbes, les Bahamas et le Golfe du Mexique.Son aire de répartition naturelle s'étend également vers le nord jusqu'aux États-Unis, où c'est une spécialité locale dans toute la Floride. Elle a déjà été observée en Afrique de l’Ouest et notamment en Côte d’Ivoire où elle semble avoir été introduite. Elle n’en reste pas moins assez peu commune pour le moment.

## Usages
Cette langouste joue un rôle très important dans la gastronomie locale et surtout internationale. C’est un aliment luxueux, de fêtes et de célébrations. Elle peut être préparée de très nombreuses manières : grillée, au four, en sauces, en apéritif, en soupe, etc. C’est dire qu’elle a également une forte importance économique. Elle est également un peu “utilisée” en aquariophilie.

## Philatélie
Cette langouste figure sur une émission de Cuba de 1969 (valeur faciale : 3 c.).YT1277
Un autre timbre de Cuba de 1994 présente cette langouste (valeur faciale : 40 cts) YT3374